# Teste de Friedman
O teste de Friedman é um teste estatístico não-paramétrico desenvolvido por Milton Friedman. Semelhante ao ANOVA, é utilizado para detectar diferenças nos tratamentos em várias experimentos de teste. O procedimento envolve a classificação de cada linha (ou bloco), então considerando os valores dos postos de colunas. É um caso especial do teste de Durbin.
Exemplos clássicos de utilização são:
- n sommeliers classificam k diferentes vinhos. São quaisquer um dos k vinhos classificados consistentemente maiores ou menores do que os outros?
- n soldadores usam k tochas de soldagem, e o que se seguiu soldas foram classificados em termos de qualidade. Fazer o k tochas produzir consistentemente melhor ou pior soldas?

O teste de Friedman é usado para medidas repetidas de análise unidirecional de variância dos postos. Seu uso de postos é semelhante ao do teste de Kruskal-Wallis por postos.
O teste de Friedman é amplamente suportado por muitos lista de softwares estatísticos.

## Método
1. Sejam os dados {\displaystyle \{x_{ij}\}_{n\times k}}, isto é, uma matriz com {\displaystyle n} linhas (os blocos), {\displaystyle k} colunas (os tratamentos) e uma única observação na intersecção de cada bloco e tratamento, calcule os postos dentro de cada bloco. Se existem valores repetidos, determine seus postos a média dos postos que teriam sido atribuídos sem a repetição. Substitua os dados com uma nova matriz {\displaystyle \{r_{ij}\}_{n\times k}} onde a entrada {\displaystyle r_{ij}} é o posto de {\displaystyle x_{ij}} dentro do bloco {\displaystyle i}.
2. Ache os valores:
  - {\displaystyle {\bar {r}}_{\cdot j}={\frac {1}{n}}\sum _{i=1}^{n}{r_{ij}}}
  - {\displaystyle {\bar {r}}={\frac {1}{nk}}\sum _{i=1}^{n}\sum _{j=1}^{k}r_{ij}}
  - {\displaystyle SS_{t}=n\sum _{j=1}^{k}({\bar {r}}_{\cdot j}-{\bar {r}})^{2}},
  - {\displaystyle SS_{e}={\frac {1}{n(k-1)}}\sum _{i=1}^{n}\sum _{j=1}^{k}(r_{ij}-{\bar {r}})^{2}}
3. A estatística de teste é dada por {\displaystyle Q={\frac {SS_{t}}{SS_{e}}}}. Note que o valor de Q como computado acima não precisa ser ajustado para valores repetidos nos dados.
4. Finalmente, quando n ou k é grande (i.e. n>15 ou k>4), a distribuição de probabilidade de Q pode ser aproximada por uma distribuição qui-quadrado. Nesse caso, o p-valor é dado por {\displaystyle \mathbf {P} (\chi _{k-1}^{2}\geq Q)}. Se n ou k é pequeno, a aproximação para qui-quadrado se torna pobre e o p-valor deverá ser obtido de tabelas de Q especialmente preparadas para o teste de Friedman. Se o p-valor é significante, testes de comparações múltiplas post hoc poderão ser feitos.

## Testes relacionados
- Quando estiver utilizando este tipo de projeto para uma resposta binária, ao invés desse teste, use teste Q de Cochran.
- Kendall W é uma normalização da estatística de Friedman está entre 0 e 1.
- O teste de Wilcoxon é um teste não paramétrico de dados dependentes de duas populações.
- O teste de Skillings–Mack é uma estatística geral do tipo de Friedman que pode ser usada em praticamente qualquer projeto de blocos com uma estrutura arbitrária de falta de daos.

## Análise Post hoc
Testes Post-hoc foram propostos por Schaich e Hamerle (1984), bem como Conover (1971, 1980),  a fim de decidir quais grupos são significativamente diferentes uns dos outros, com base na média das diferenças de postos dos grupos. Estes procedimentos estão detalhados em Bortz, Lienert e Boehnke (2000, p. 275).
Nem todos os pacotes estatísticos suportam a análise post hoc para o teste de Friedman, mas códigos oriundos de contribuição de usuários existem e povêm essas facilidades (por exemplo, no SPSS e em R).

## Leitura complementar
- Daniel, Wayne W. «Friedman two-way analysis of variance by ranks». Applied Nonparametric Statistics. [S.l.: s.n.] ISBN 0-534-91976-6
- Kendall, M. G. Rank Correlation Methods. [S.l.: s.n.] ISBN 0-85264-199-0
- Hollander, M.; Wolfe, D. A. Nonparametric Statistics. [S.l.: s.n.] ISBN 0-471-40635-X
- Siegel, Sidney; Castellan, N. John Jr. Nonparametric Statistics for the Behavioral Sciences. [S.l.: s.n.] ISBN 0-07-100326-6